# Margaret Hendrie
Margaret Hendrie (* 1935 als Margaret Griffith; † 1990 in Nauru) war die Texterin der nauruischen Nationalhymne Nauru Bwiema (deutsch „Nauru, unser Heimatland“), die anschließend von Laurence Henry Hicks vertont wurde und am 31. Januar 1968 zur Unabhängigkeit der Republik Nauru uraufgeführt wurde.